# Wimbledon 2009
De 123e editie van het Britse grandslamtoernooi, Wimbledon 2009, werd gehouden van maandag 22 juni tot en met zondag 5 juli 2009. Voor de vrouwen was het de 116e editie van het graskampioenschap. Het toernooi werd gespeeld bij de All England Lawn Tennis and Croquet Club in de wijk Wimbledon van de Britse hoofdstad Londen.
Op de eerste zondag tijdens het toernooi (Middle Sunday) werd traditioneel niet gespeeld.
Het totale prijzengeld bedroeg £ 12.550.000 en het prijzengeld voor de winnaars van het dames- en herenenkelspel was £ 850.000.
Het toernooi van 2009 trok een recordaantal van 511.043 toeschouwers.

## Enkelspel

### Mannen
Bij het mannenenkelspel was de titelhouder afwezig omdat de Spanjaard Rafael Nadal zich terugtrok wegens een knieblessure. De winnaar bij de mannen was Roger Federer. Hij versloeg in de finale de Amerikaan Andy Roddick in vijf sets (77 games): 5-7, 7-6, 7-6, 3-6 en 16-14.

### Vrouwen
Titelverdedigster in het vrouwenenkelspel was de Amerikaanse Venus Williams, maar zij werd in de finale door haar zus Serena Williams verslagen met 7-63, 6-2.

## Dubbelspel

### Mannen
Titelverdedigers bij het herendubbelspel waren de Canadees Daniel Nestor en Serviër Nenad Zimonjić; zij prolongeerden hun titel. In de finale wonnen zij in een viersetter van de Amerikanen Bob en Mike Bryan.

### Vrouwen
De winnaressen bij het vrouwendubbelspel waren Serena en Venus Williams. In de finale versloegen zij het Australische duo Samantha Stosur en Rennae Stubbs met 7-6 en 6-4, waardoor zij hun titel prolongeerden.

### Gemengd
Titelverdedigers bij het gemengd dubbelspel waren de Amerikaan Bob Bryan en de Australische Samantha Stosur. De winnaars waren Anna-Lena Grönefeld (Duitsland) en Mark Knowles (Bahama's). Zij versloegen Cara Black (Zimbabwe) en Leander Paes (India) in de finale met 7-5 en 6-3.

## Junioren
Meisjesenkelspel

Finale: Noppawan Lertcheewakarn (Thailand) won van Kristina Mladenovic (Frankrijk) met 3-6, 6-3, 6-1
Meisjesdubbelspel

Finale: Noppawan Lertcheewakarn (Thailand) en Sally Peers (Australië) wonnen van Kristina Mladenovic (Frankrijk) en Silvia Njirić (Kroatië) met 6-1, 6-1
Jongensenkelspel

Finale: Andrej Koeznetsov (Rusland) won van Jordan Cox (Verenigde Staten) met 4-6, 6-2, 6-2
Jongensdubbelspel

Finale: Pierre-Hugues Herbert (Frankrijk) en Kevin Krawietz (Duitsland) wonnen van Julien Obry (Frankrijk) en Adrien Puget (Frankrijk) met 63-7, 6-2, 12-10

## Rolstoeltennis
Rolstoelmannendubbelspel

Finale: Stéphane Houdet (Frankrijk) en Nicolas Peifer (Frankrijk) wonnen van Robin Ammerlaan (Nederland) en Shingo Kunieda (Japan) met 1–6, 6–4, 7–63
Rolstoelvrouwendubbelspel

Finale: Korie Homan (Nederland) Esther Vergeer (Nederland) wonnen van Daniela Di Toro (Australië) Lucy Shuker (Verenigd Koninkrijk) met 6-1, 6-3

## Belgische deelnemers

### Enkelspel

#### Mannen
- Steve Darcis (tweede ronde)
- Kristof Vliegen (tweede ronde)
- Xavier Malisse (eerste ronde)
- Christophe Rochus (eerste ronde)

#### Vrouwen
- Kirsten Flipkens (derde ronde)
- Yanina Wickmayer (eerste ronde)

### Dubbelspel

#### Mannen
- Dick Norman +  Wesley Moodie (halve finale)
- Christophe Rochus +  Nicolas Devilder (eerste ronde)

#### Vrouwen
- Yanina Wickmayer +  Magdaléna Rybáriková (tweede ronde)

#### Gemengd
- Dick Norman +  Līga Dekmeijere (eerste ronde)

## Nederlandse deelnemers

### Enkelspel
Geen Nederlandse deelnemers.

### Dubbelspel

#### Mannen
- Rogier Wassen +  Igor Zelenay (vierde ronde)

#### Gemengd
- Rogier Wassen +  Tamarine Tanasugarn (tweede ronde)

## Kwalificatietoernooi

### Belgen op het kwalificatietoernooi
- Xavier Malisse
  - Eerste ronde gewonnen van Rik De Voest (Zuid-Afrika) met 7-63, 7-66
  - Tweede ronde gewonnen van Haral Levy (Israël) met 6-0, 3-6, 6-3
  - Derde ronde gewonnen van Daniel Munoz-De La Nava (Spanje) met 6-3, 7-62, 6-0
- Ruben Bemelmans
  - Eerste ronde gewonnen van Carlos Poch-Gradin (Spanje) met 7-69, 6-4
  - Tweede ronde gewonnen van Daniel Brands (Duitsland) met 6-3, 7-63
  - Derde ronde verloren van Santiago Gonzalez (Mexico) met 3-6, 3-6, 6-78
- Olivier Rochus (als 17e geplaatst)
  - Eerste ronde verloren van Taylor Dent (VS) met 4-6, 7-62, 4-6

### Nederlanders op het kwalificatietoernooi
- Michel Koning
  - Eerste ronde verloren van Horacio Zaballos (8e, Argentinië) met 6-4, 7-64
- Arantxa Rus (als 4e geplaatst)
  - Eerste ronde verloren van Eva Hrdinová (Tsjechië) met 2-6, 6-4, 6-0

## Toeschouwersaantallen en bezoekerscapaciteit
|           |        | Eerste week |         | Tweede week |
| --------- | ------ | ----------- | ------- | ----------- |
| Maandag   |        | 42.811      |         | 44.478      |
| Dinsdag   | 45.955 | 38.682      |         |             |
| Woensdag  | 46.826 | 39.849      |         |             |
| Donderdag | 45.370 | 30.842      |         |             |
| Vrijdag   | 41.870 | 31.078      |         |             |
| Zaterdag  | 43.432 | 28.983      |         |             |
| Zondag    | –      | 30.867      |         |             |
| Totaal    |        | 511.043     | 511.043 | 511.043     |

| Baan                           | Zitplaatsen                    | Staanplaatsen                  |                                | Baan                           | Zitplaatsen |
| ------------------------------ | ------------------------------ | ------------------------------ | ------------------------------ | ------------------------------ | ----------- |
| Centre Court                   | 14.954                         | –                              |                                | Court No. 10                   | –           |
| Court No. 1                    | 11.393                         | –                              | Court No. 11                   | 120                            |             |
| Court No. 2                    | 4.084                          | –                              | Court No. 12                   | 613                            |             |
| Court No. 3                    | 2.192                          | 770                            | Court No. 14                   | 312                            |             |
| Court No. 4                    | 800                            | –                              | Court No. 15                   | 318                            |             |
| Court No. 5                    | –                              | –                              | Court No. 16                   | 312                            |             |
| Court No. 6                    | 120                            | –                              | Court No. 17                   | 309                            |             |
| Court No. 7                    | 250                            | –                              | Court No. 18                   | 782                            |             |
| Court No. 8                    | 250                            | –                              | Court No. 19                   | 302                            |             |
| Court No. 9                    | –                              | –                              |                                |                                |             |
| Totaal zitplaatsen             | Totaal zitplaatsen             | Totaal zitplaatsen             | Totaal zitplaatsen             | Totaal zitplaatsen             | 37.111      |
| Totaal staanplaatsen           | Totaal staanplaatsen           | Totaal staanplaatsen           | Totaal staanplaatsen           | Totaal staanplaatsen           | 770         |
|                                |                                |                                |                                |                                |             |
| Bezoekerscapaciteit tennispark | Bezoekerscapaciteit tennispark | Bezoekerscapaciteit tennispark | Bezoekerscapaciteit tennispark | Bezoekerscapaciteit tennispark | 40.000      |

## Ticketprijzen
| Dag       | Show courts  | Show courts | Show courts | Show courts | Ground Pass | Ground Pass  |
| Dag       | Centre Court | Court No. 1 | Court No. 2 | Court No. 3 | Gehele dag  | Na 17:00 uur |
| --------- | ------------ | ----------- | ----------- | ----------- | ----------- | ------------ |
| Maandag   | £ 40         | £ 37        | £ 33        | £ 29        | £ 20        | £ 14         |
| Dinsdag   | £ 40         | £ 37        | £ 33        | £ 29        | £ 20        | £ 14         |
| Woensdag  | £ 50         | £ 46        | £ 40        | £ 34        | £ 20        | £ 14         |
| Donderdag | £ 50         | £ 46        | £ 40        | £ 34        | £ 20        | £ 14         |
| Vrijdag   | £ 62         | £ 55        | £ 47        | £ 38        | £ 20        | £ 14         |
| Zaterdag  | £ 62         | £ 55        | £ 47        | £ 38        | £ 20        | £ 14         |
| Zondag    | –            | –           | –           | –           | –           | –            |
| Maandag   | £ 72         | £ 62        | £ 50        | £ 42        | £ 20        | £ 14         |
| Dinsdag   | £ 72         | £ 62        | £ 35        | –           | £ 17        | £ 12         |
| Woensdag  | £ 82         | £ 70        | £ 32        | –           | £ 17        | £ 12         |
| Donderdag | £ 82         | £ 46        | –           | –           | £ 16        | £ 12         |
| Vrijdag   | £ 92         | £ 31        | –           | –           | £ 15        | £ 11         |
| Zaterdag  | £ 92         | £ 29        | –           | –           | £ 15        | £ 11         |
| Zondag    | £ 100        | £ 25        | –           | –           | £ 8         | £ 5          |

1. ↑  Een Ground Pass gaf toegang tot het tennispark. Met een Ground Pass had men vrije toegang om wedstrijden te bekijken op de niet-gereserveerde plaatsen op de show courts No.3, No.4 en No.18. Daarnaast gaf de Ground Pass toegang tot de buitenbanen No.5-No.12, No.14-No.17 en No. 19, volgens het principe 'wie het eerst komt, het eerst maalt'.
2. 1 2  Deze tickets waren inclusief een Ground Pass en gegarandeerde een zitplaats voor de gehele dag op de betreffende baan.

## Uitzendrechten
In Nederland was Wimbledon te zien bij de lineaire televisiezender Net5. Net 5 deed dagelijks tussen 13.00 en 18.00 uur rechtstreeks verslag van het tennisevenement. Het commentaar bij de wedstrijden werd onder andere verzorgd door oud-proftennisser Jacco Eltingh. Samen met Albert Mantingh deed hij verslag vanuit Engeland, terwijl Robbert Reimering vanuit Hilversum zijn mening gaf.
Op de speciaal gelanceerde website www.wimbledon2009.nl waren alle partijen live te zien en bovendien ook allemaal terug te kijken na afloop. Eyeworks Sport was verantwoordelijk voor de productie op televisie.
Behalve op NET 5 was Wimbledon ook te zien zijn via de abonneezender Sport1, die uitzond onder een sublicentie. Sport1 zette tijdens Wimbledon naast het HD-kanaal, zes Sport1 kanalen in waarop gelijktijdig meerdere tenniswedstrijden te zien waren. Het live commentaar van Wimbledon op Sport1 werd verzorgd door oud-proftennissers Jan Siemerink, Kristie Boogert en Marcella Mesker. Zij werden ondersteund door Theo Bakker.
Verder kon het toernooi ook gevolgd worden bij de Britse publieke omroep BBC, waar uitgebreid live-verslag werd gedaan op de zenders BBC One en BBC Two.